# Litický tunel
Litický tunel je železniční tunel na katastrálním území Litice nad Orlicí obce Záchlumí na úseku trati 021 Týniště nad Orlicí – Letohrad mezi zastávkou Sopotnice a stanicí Litice nad Orlicí v km 74,499–74,713.

## Historie
Železniční trať vybudovala a vlastnila v letech 1874–1908 společnost Rakouská severozápadní dráha. Povolení k výstavbě bylo vydáno 25. června 1870. Provoz byl zahájen v roce 1874. Na trati byl postaven jeden tunel v období 1872–1873.

## Popis
Jednokolejný tunel, který se nachází na trati Týniště nad Orlicí – Letohrad, byl stavěn pro dvě koleje. Trať je vedena údolím řeky Divoká Orlice. Tunel byl postaven do oblouku v úseku mezi zastávkou Sopotnice a stanicí Litice nad Orlicí ve svahu Kletné (535 m n. m.), který přechází v šíji a skalní ostroh hradu Litice a obtéká jej řeka Divoká Orlice, je v nadmořské výšce 375 m a měří 263,57 m. Byl ražen v žulovém masívu. Tunel a portály mají kamennou obezdívku.